# سوسكيدا
بلدية سوسكيدا (بالإسبانية: Susqueda) هي بلدية تقع في مقاطعة جرندة التابعة لمنطقة كتالونيا شمال شرق إسبانيا.

## الديموغرافيا
بلغ عدد سكان بلدية سوسكيدا 115 نسمة عام 2011 (وفقاً للمعهد الوطني الإسباني للإحصاء).
| 87 | 92 | 100 | 113 | 126 | 130 | 115 |